# Brownlow Cecil, 9. Earl of Exeter
Brownlow Cecil, 9. Earl of Exeter (* 21. September 1725; † 26. Dezember 1793) war ein britischer Peer und Politiker.

## Leben
Er war der ältere Sohn von Brownlow Cecil, 8. Earl of Exeter, und Hannah Sophia Chambers. Er wurde am Winchester College und am St John’s College, Cambridge ausgebildet.
1747 wurde er als Knight of the Shire für Rutland ins House of Commons gewählt. Er schied 1754 aus dem House of Commons aus, als er beim Tod seines Vaters dessen Titel als Earl of Exeter und Baron Burghley erbte und dadurch einen Sitz im House of Lords erhielt. Er war auch Lord Lieutenant von Rutland.
Zwischen 1755 und 1779 beschäftigte er den Landschaftsarchitekten Lancelot „Capability“ Brown um sein Anwesen Burghley House gestalten zu lassen.
Cecil heiratete zweimal, 1749 Letitia Townshend und 1770 Anne Maria Cheatham, blieb aber kinderlos. Als er 1793 starb, beerbte ihn sein Neffe Henry Cecil, der 1801 zum Marquess of Exeter erhoben wurde.